# Gran Premio di Monaco 1968
Il Gran Premio di Monaco 1968 fu una gara di Formula 1, disputatasi il 26 maggio 1968 sul Circuito di Montecarlo. Fu la terza prova del mondiale 1968 e vide la vittoria di Graham Hill su Lotus-Ford, seguito da Richard Attwood e da Lucien Bianchi, per quest'ultimo unico podio in carriera.

## Qualifiche
| Pos | N  | Pilota               | Costruttore/Motore | Scuderia                              | Tempo  | Distacco |
| --- | -- | -------------------- | ------------------ | ------------------------------------- | ------ | -------- |
| 1   | 9  | Graham Hill          | Lotus-Ford         | Gold Leaf Team Lotus                  | 1:28.2 | —        |
| 2   | 11 | Johnny Servoz-Gavin  | Matra-Ford         | Matra International                   | 1:28.8 | +0.6     |
| 3   | 17 | Jo Siffert           | Lotus-Ford         | Rob Walker/Jack Durlacher Racing Team | 1:28.8 | +0.6     |
| 4   | 8  | John Surtees         | Honda              | Honda Racing                          | 1:29.1 | +0.9     |
| 5   | 3  | Jochen Rindt         | Brabham-Repco      | Brabham Racing Organisation           | 1:29.2 | +1.0     |
| 6   | 15 | Richard Attwood      | BRM                | Owen Racing Organisation              | 1:29.6 | +1.4     |
| 7   | 14 | Bruce McLaren        | McLaren-Ford       | Bruce McLaren Motor Racing            | 1:29.6 | +1.4     |
| 8   | 1  | Jean-Pierre Beltoise | Matra              | Matra Sports                          | 1:29.7 | +1.5     |
| 9   | 4  | Pedro Rodríguez      | BRM                | Owen Racing Organisation              | 1:30.4 | +2.2     |
| 10  | 12 | Denny Hulme          | McLaren-Ford       | Bruce McLaren Motor Racing            | 1:30.4 | +2.2     |
| 11  | 16 | Piers Courage        | BRM                | Reg Parnell Racing                    | 1:30.6 | +2.4     |
| 12  | 2  | Jack Brabham         | Brabham-Repco      | Brabham Racing Organisation           | 1:31.2 | +3.0     |
| 13  | 10 | Jackie Oliver        | Lotus-Ford         | Gold Leaf Team Lotus                  | 1:31.7 | +3.5     |
| 14  | 7  | Lucien Bianchi       | Cooper-BRM         | Cooper Car Company                    | 1:31.9 | +3.7     |
| 15  | 6  | Ludovico Scarfiotti  | Cooper-BRM         | Cooper Car Company                    | 1:32.9 | +4.7     |
| 16  | 19 | Dan Gurney           | Eagle-Weslake      | Anglo American Racers                 | 1:32.9 | +4.7     |
| DNQ | 18 | Jo Bonnier           | McLaren-BRM        | Joakim Bonnier Racing Teeam           | 1:32.1 | +3.9     |
| DNQ | 21 | Silvio Moser         | Brabham-Repco      | Charles Vögele Racing                 | 1:32.4 | +4.2     |

## Gara
| Pos | N. | Pilota               | Costruttore/Motore | Giri | Tempo/Ritiro  | Griglia | Punti |
| --- | -- | -------------------- | ------------------ | ---- | ------------- | ------- | ----- |
| 1   | 9  | Graham Hill          | Lotus-Ford         | 80   | 2:00:32.3     | 1       | 9     |
| 2   | 15 | Richard Attwood      | BRM                | 80   | + 2.2         | 6       | 6     |
| 3   | 7  | Lucien Bianchi       | Cooper-BRM         | 76   | + 4 Giri      | 14      | 4     |
| 4   | 6  | Ludovico Scarfiotti  | Cooper-BRM         | 76   | + 4 Giri      | 15      | 3     |
| 5   | 12 | Denny Hulme          | McLaren-Ford       | 73   | + 7 Giri      | 10      | 2     |
| Ret | 8  | John Surtees         | Honda              | 16   | Cambio        | 4       |       |
| Ret | 4  | Pedro Rodríguez      | BRM                | 16   | Incidente     | 9       |       |
| Ret | 17 | Jo Siffert           | Lotus-Ford         | 17   | Differenziale | 3       |       |
| Ret | 1  | Jean-Pierre Beltoise | Matra              | 11   | Incidente     | 8       |       |
| Ret | 16 | Piers Courage        | BRM                | 11   | Telaio        | 11      |       |
| Ret | 19 | Dan Gurney           | Eagle-Weslake      | 9    | Motore        | 16      |       |
| Ret | 3  | Jochen Rindt         | Brabham-Repco      | 8    | Incidente     | 5       |       |
| Ret | 2  | Jack Brabham         | Brabham-Repco      | 7    | Sospensioni   | 12      |       |
| Ret | 11 | Johnny Servoz-Gavin  | Matra-Ford         | 3    | Semiasse      | 2       |       |
| Ret | 14 | Bruce McLaren        | McLaren-Ford       | 0    | Incidente     | 7       |       |
| Ret | 10 | Jackie Oliver        | Lotus-Ford         | 0    | Incidente     | 13      |       |

## Statistiche

### Piloti
- 12ª vittoria per Graham Hill
- 1° e unico podio per Richard Attwood e Lucien Bianchi
- 1° e unico giro più veloce per Richard Attwood
- Ultimo Gran Premio per Ludovico Scarfiotti

### Costruttori
- 32° vittoria per la Lotus
- 50° podio per la Lotus
- 58º e ultimo podio per la Cooper

### Motori
- 7ª vittoria per il motore Ford Cosworth
- 1º Gran Premio per il motore Matra

### Giri al comando
- Johnny Servoz-Gavin (1-3)
- Graham Hill (4-80)

## Classifiche Mondiali

### Piloti
| Pos | Pilota               | Punti |
| --- | -------------------- | ----- |
| 1   | Graham Hill          | 24    |
| 2   | Denny Hulme          | 10    |
| 3   | Jim Clark            | 9     |
| 4   | Ludovico Scarfiotti  | 6     |
|     | Richard Attwood      | 6     |
| 6   | Jochen Rindt         | 4     |
|     | Lucien Bianchi       | 4     |
|     | Brian Redman         | 4     |
| 9   | Chris Amon           | 3     |
|     | Jean-Pierre Beltoise | 3     |

### Costruttori
| Pos | Team          | Punti |
| --- | ------------- | ----- |
| 1   | Lotus-Ford    | 27    |
| 2   | Cooper-BRM    | 8     |
|     | McLaren-Ford  | 8     |
| 4   | BRM           | 6     |
| 5   | Brabham-Repco | 4     |
| 6   | Ferrari       | 3     |
|     | Matra-Ford    | 3     |
| 8   | McLaren-BRM   | 2     |